# 쥘리앵 베네토

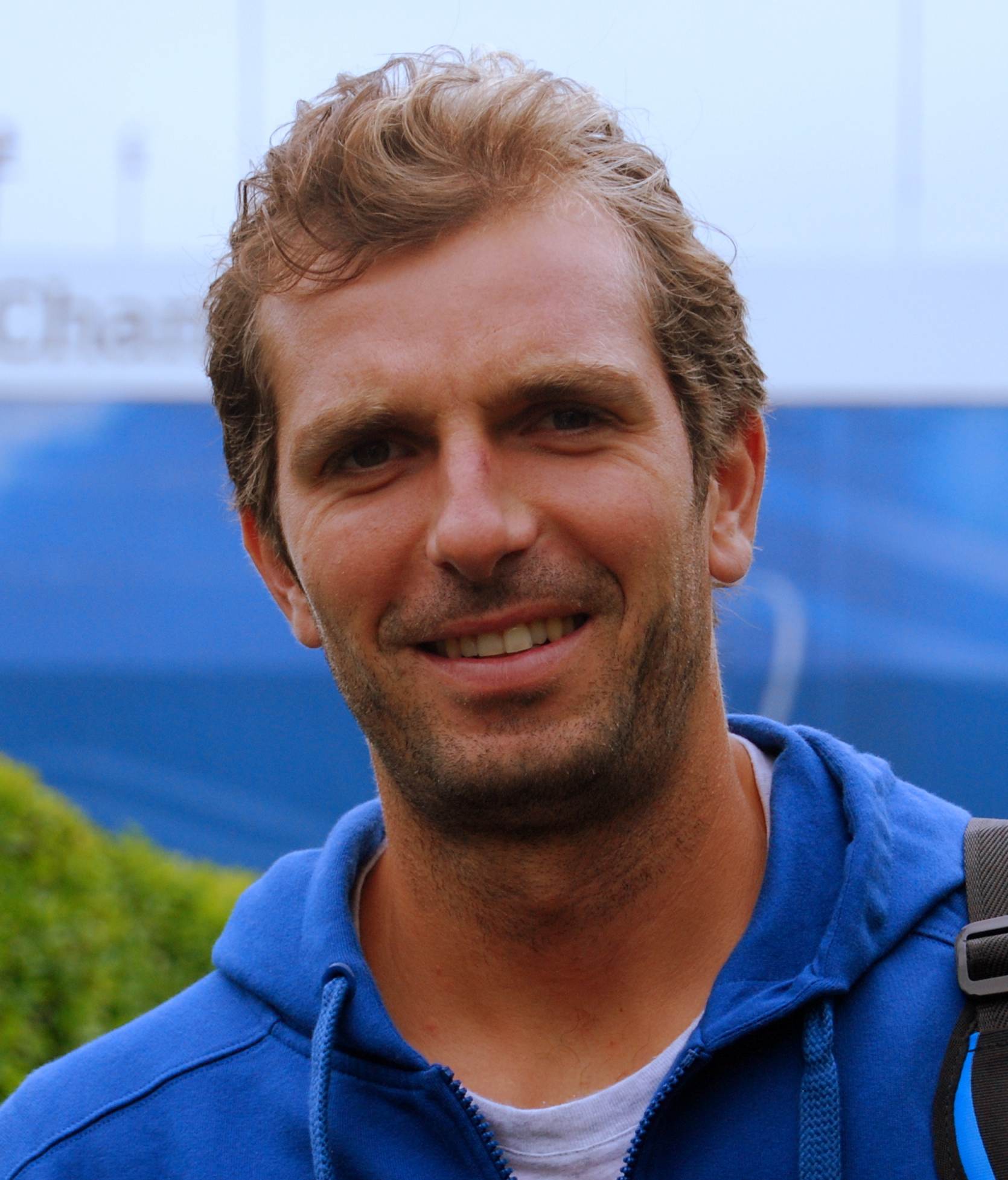

쥘리앵 베네토(프랑스어: Julien Benneteau, 1981년 12월 20일 ~ )는 프랑스의 테니스 선수이다. 2014년 ATP 랭킹 25위에 안착했다.